# San Biagio Saracinisco
San Biagio Saracinisco település Olaszországban, Lazio régióban, Frosinone megyében. Lakosainak száma 297 fő (2023. január 1.). San Biagio Saracinisco Castel San Vincenzo, Picinisco, Pizzone, Sant’Elia Fiumerapido, Vallerotonda és Rocchetta a Volturno községekkel határos.

## Népesség
A település lakossága az elmúlt években az alábbi módon változott:
| Lakosok száma | 338  | 332  | 297  |
|               | 2017 | 2018 | 2023 |